# Liechtensteini labdarúgókupa
A liechtensteini labdarúgókupa vagy liechtensteini kupa (németül: Liechtensteiner Cup) a legrangosabb nemzeti labdarúgókupa Liechtensteinben, amelyet először 1946-ban rendeztek meg. A legsikeresebb klub az FC Vaduz, amely eddig 48 alkalommal hódította el a trófeát.
A liechtensteini kupa az ország legrangosabb labdarúgó versenykiírása, miután Liechtensteinben nem rendeznek labdarúgó bajnokságot. A kupa győztese jogán Liechtenstein csapatot indíthat az UEFA Konferencia ligában.

## Dicsőség tábla
| Klub              | Győztes | Ezüstérmes : |
| ----------------- | ------- | ------------ |
| FC Vaduz          | 48      | 13           |
| FC Balzers        | 11      | 15           |
| FC Triesen        | 8       | 10           |
| USV Eschen/Mauren | 5       | 17           |
| FC Schaan         | 3       | 11           |
| FC Ruggell        | 0       | 7            |
| FC Triesenberg    | 0       | 1            |

## Jelentős külföldi játékosok
A félkövérrel jelölt játékosok szerepeltek hazájuk felnőtt válogatott keretében labdarúgó-világbajnokságon.
| - Naser Aliji - Guilherme Afonso - Mariano Trípodi - Mark Rudan - Florian Sturm - Mario Kienzl - Anatoli Ponomarev - Haris Handžić - Juan Sara - Patrik Gedeon - Heinz Barmettler | - Eugène Dadi - Steve Gohouri - Pak Kvangnjong - Antti Pohja - Antti Sumiala - Jussi Nuorela - Bismark Ekye - Ali Messaoud - Guðmundur Steinarsson - Gunnleifur Gunnleifsson - Stefán Þórðarson | - Sadjo Haman - Albion Avdijaj - Ralekoti Mokhahlane - Artim Šakiri - Yoann Langlet - Hans-Joachim Abel - Michael Stegmayer - Nick Proschwitz - Rudolf Brunnenmeier - Thorsten Kirschbaum - Tobias Nickenig | - Uwe Wegmann - Andreas Hilfiker - Moreno Costanzo - Sandro Burki - Yann Sommer - Fakhreddine Galbi - Stéphane Nater - Gabriel Urdaneta - Miguel Mea Vitali |

## Fordítás
- Ez a szócikk részben vagy egészben  a   Liechtenstein Football Cup című angol Wikipédia-szócikk fordításán alapul.  Az eredeti cikk szerkesztőit annak laptörténete sorolja fel. Ez a jelzés csupán a megfogalmazás eredetét és a szerzői jogokat jelzi, nem szolgál a cikkben szereplő információk forrásmegjelöléseként.